# Manden i Månen
Manden i Månen é um filme de drama dinamarquês de 1986 dirigido e escrito por Erik Clausen. Foi selecionado como representante da Dinamarca à edição do Oscar 1987, organizada pela Academia de Artes e Ciências Cinematográficas.

## Elenco
- Christina Bengtsson - Christina
- Mogens Eckert
- Stig Hoffmeyer - Tjener
- Kim Jansson
- Catherine Poul Jupont - Maria Bianca
- Marianne Mortensen - Luder (hooker)
- Anne Nøjgaard - Luder (hooker)